# Carl Georg Schillings

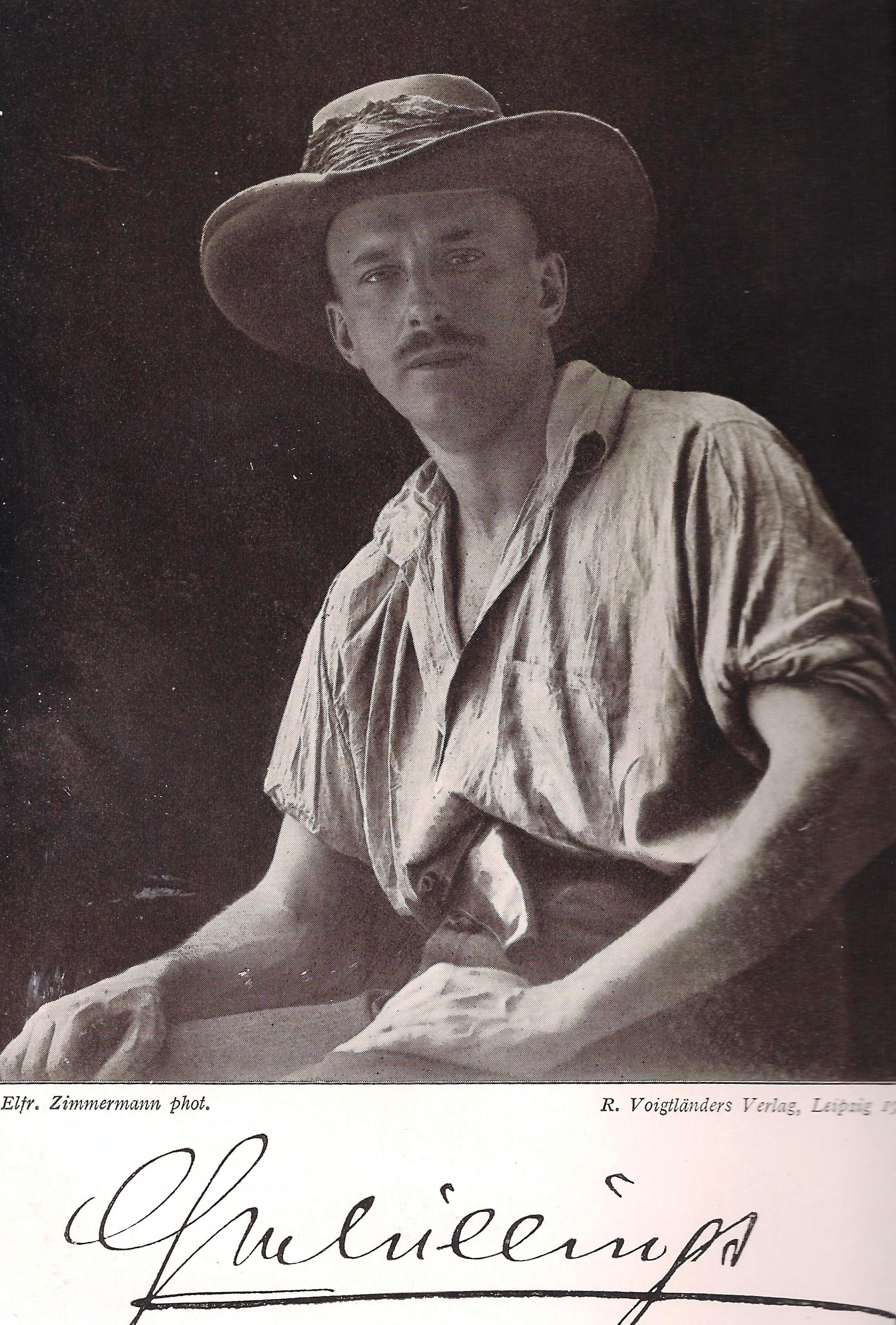
C. G. Schillings (1904)

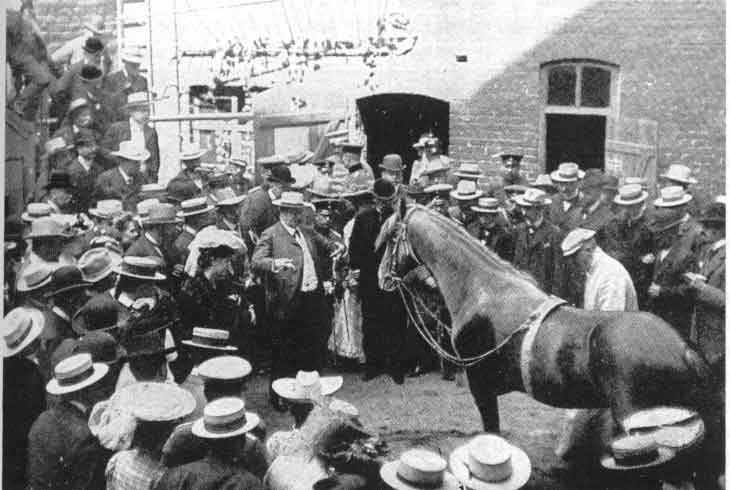
C. G. Schillings führt den Klugen Hans vor (1904)

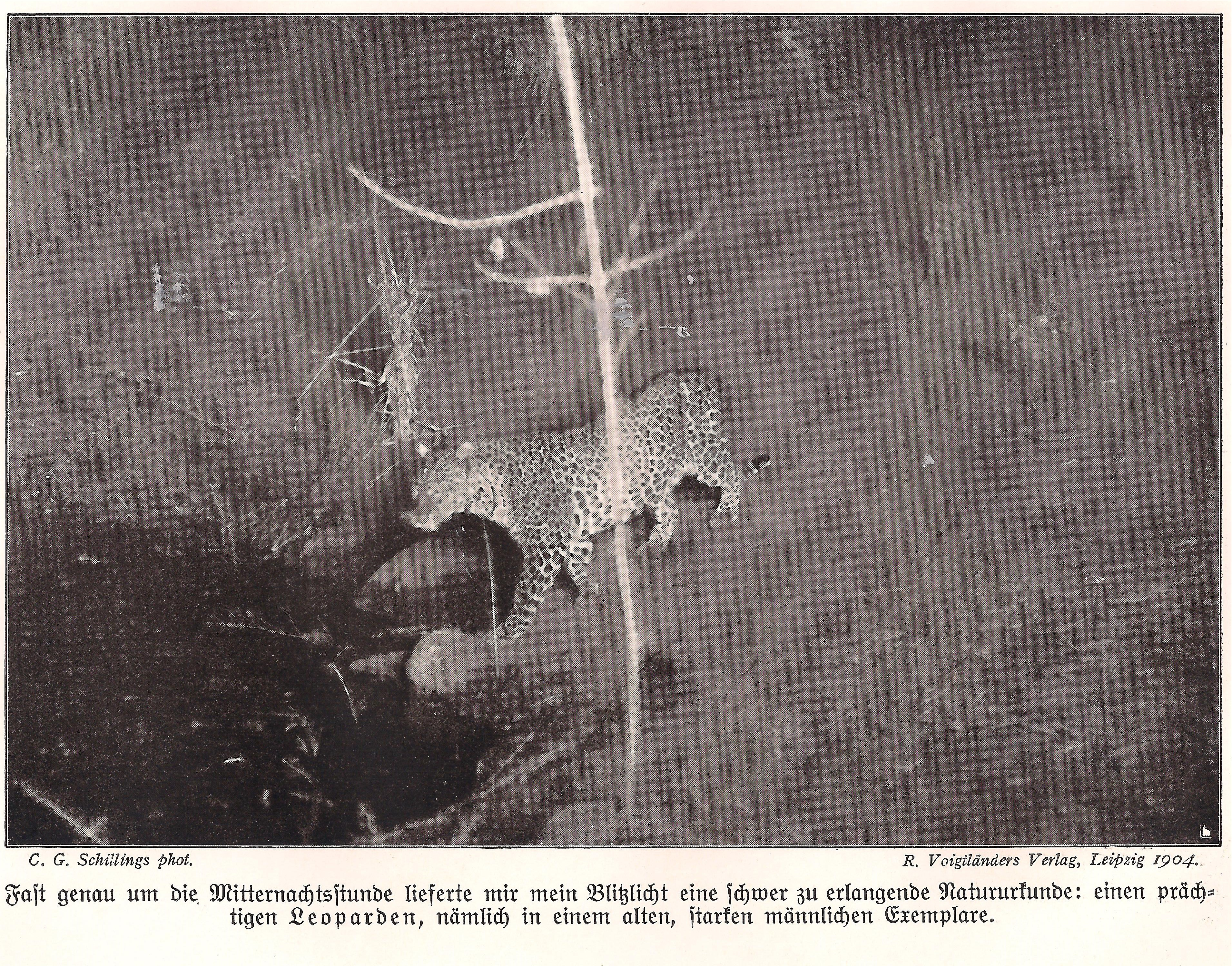
Leopard (im Buch von 1905)

Carl Georg Schillings (* 11. Dezember 1865 in Düren; † 29. Januar 1921 in Berlin) war ein deutscher Fotograf, Großwildjäger und Tierschützer. Er wurde als Forscher, Tierfänger, Sammler und Fotopionier bekannt.

## Leben

### Familie und frühe Jahre
Carl Georg Schillings wurde 1865 in Düren als Sohn des Birgeler Bürgermeisters Carl Schillings und Johanna Antonia Schillings geb. Brentano geboren. Er hatte einen Bruder, den Komponisten, Dirigenten und Theaterintendanten Max Emil Julius, sowie eine Schwester, Viktoria. 1871 zog die Familie auf den Wyerhof in Düren-Gürzenich. Von 1882 bis 1886 lebte Schillings in Bonn und besuchte das Königliche Gymnasium, heute Beethoven-Gymnasium, wo er sein Abitur machte. Von 1883 bis 1886 studierte er Agrarökonomie an der Friedrich-Wilhelms-Universität in Bonn, allerdings ohne akademischen Abschluss. Von 1886 bis 1888 ging er in den Militärdienst nach Berlin, wo er frühzeitig entlassen wurde.

### Expeditionen zur Jagd und Fotografie
Um 1890 suchte Schillings den Kontakt zu Ludwig Heck, dem damaligen Direktor des Zoologischen Gartens Berlin, der sein Interesse an Ostafrika weckte. 1896 schloss er sich einer Expedition des Dürener Industriellensohns Max Schoeller nach Deutsch- und Britisch-Ostafrika an, dem heutigen Tansania, Burundi, Ruanda Kenia und Teilen von Mosambik. 1898 gab es eine Trophäen-Ausstellung von Schillings in Berlin, ein Großteil der Sammlung ging als Schenkung an Kaiser Wilhelm II. und daraufhin an das Königliche Museum für Naturkunde in Berlin.
Zwischen 1899 und 1903 reiste Schillings drei weitere Male nach Deutsch-Ostafrika und konzentrierte sich dort neben der Jagd vor allem auf die Fotografie und die Sammlung von Exponaten für bedeutende deutsche Naturkundemuseen sammelte. Er fotografierte viele der lebenden Tiere zum ersten Mal in freier Wildbahn und gilt entsprechend als Pionier der Tier- sowie der Nachtfotografie. Zudem fing er auch lebende Tiere und brachte diese nach Deutschland, vor allem in den Zoologischen Garten Berlin. Er war der Erste, der ein Spitzmaulnashorn aus Ostafrika nach Berlin überführte; Das Nashorn mit dem Namen „Fatuma“ lebte etwa zwei Jahre im Berliner Zoo. Zudem fing er für den Zoo drei junge Löwen vom Kilimandscharo, zwei Marabus, ein Stachelschwein, drei Guerezas, einen Gänsegeier und mehrere Kaffernbüffel.
Da die technische Ausstattung zur Tropenfotografie zu Beginn des 20. Jahrhunderts noch kaum vorhanden war, bedeutete dies für Schilling eine besondere Herausforderung. Tropentaugliche Kameras, transportable Blitzgeräte und Objektive mit den benötigten Brennweiten waren nicht verfügbar und mussten noch entwickelt werden. Schilling nutzte Kameras und Objektive von Goertz (Extra-Rapid-Lynkeioskop) und Zeiss und er entwickelte selbst eine Blitzlichtanlage mit Drahtauslöser, die für seine Zwecke einsetzbar war. Zudem musste er neben den notwendigen Glasplatten auch Chemikalien zur Entwicklung der belichteten Platten und entsprechende Transportkisten mit auf seine Expeditionen nehmen.

### Aktivitäten zum Naturschutz

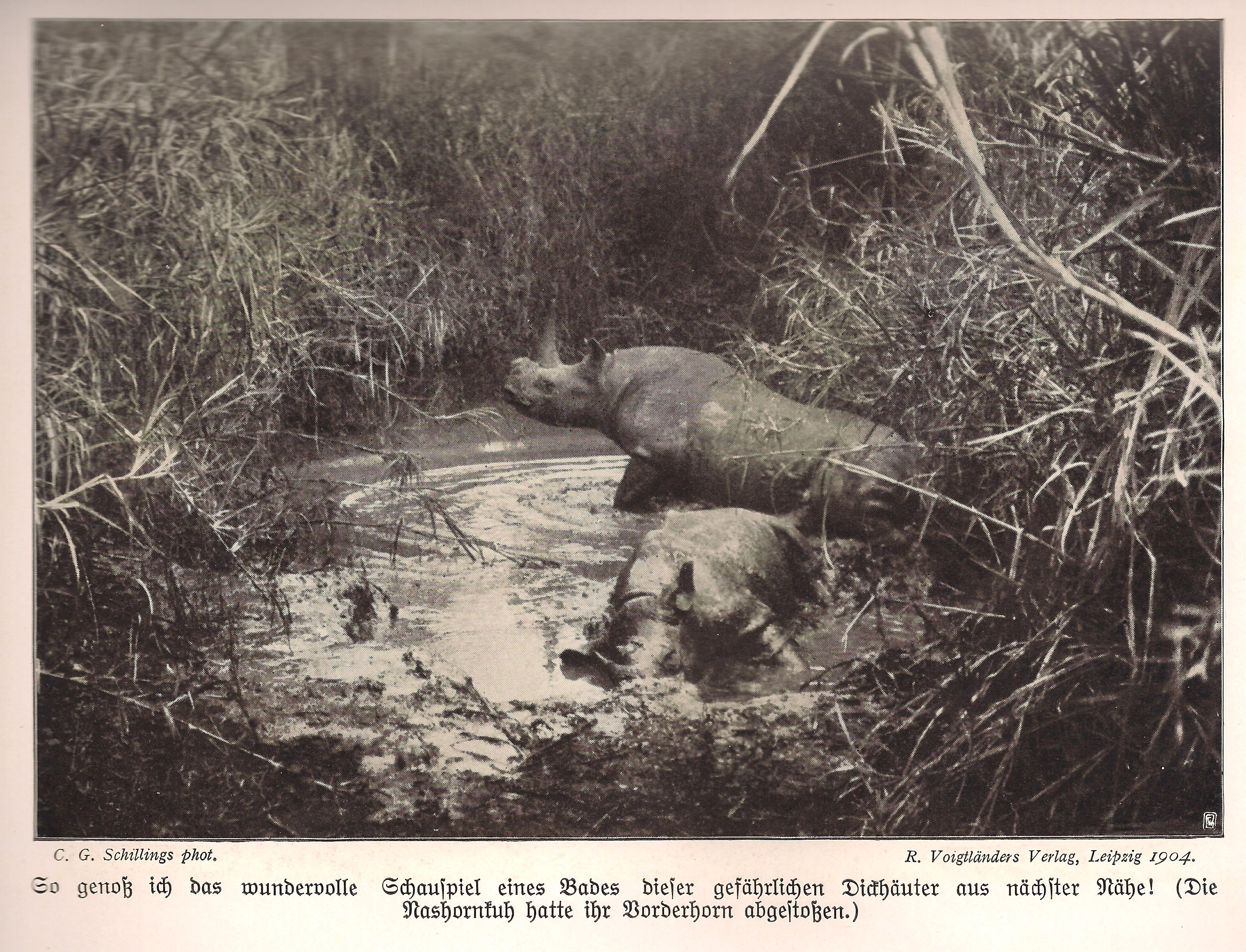
Foto zweier Spitzmaulnashörner beim Schlammbad

Über seine Arbeit wendete er sich zunehmend dem Naturschutz zu und lud zu Artenschutzkonferenzen ein und machte Front gegen den Elfenbeinhandel. 1901 nahm er an der ersten Wildschutzkonferenz in London teil und engagierte sich für die Kampagnen von Lina Hähnle zum Vogelschutz und vor allem zum Schutz der Paradiesvögel. Zudem erarbeitete er von 1907 bis 1908 im Dienst des Auswärtigen Amtes in Berlin mehrere Dokumente für die Jagdschutzbestimmungen in den deutschen Kolonien und stand auch mit Politikern anderer Staaten zum Thema Naturschutz in Kontakt, darunter Theodor Roosevelt und Woodrow Wilson. In vielen Vorträgen vermittelte er den Menschen in Deutschland seine Afrikaerlebnisse, die er 1905 in einem Band Mit Blitzlicht und Büchse auf 500 Seiten mit 302 Aufnahmen veröffentlichte, das Vorwort dazu schrieb Ludwig Heck, im Anhang eine Liste der von Schillings erlegten oder gefangenen Säugetierarten durch Paul Matschie und eine Übersicht der gesammelten Vogelarten durch Anton Reichenow. 1906 folgte mit Der Zauber des Eleléscho ein Nachfolgeband.
1911 bis 1912 begann Schillings mit Planungen für seine fünfte Afrikareise, die jedoch nicht stattfand. Am 29. Januar 1921 starb er unerwartet in Berlin, seine Urne wurde im Familiengrab in Gürzenich beigesetzt.

## Ehrungen und Nachlass
Eine ostafrikanische Zeckenart, Ixodes schillingsi Neumann, 1901, sowie eine Fliegenart, Haematobia schillingsi (Grunberg 1906) wurden nach ihm benannt. Auch der zu den Nektarvögeln gehörige Cinnyris schillingsi Reichenow, 1916 wurde nach ihm benannt, der Name wurde allerdings später synonymisiert.

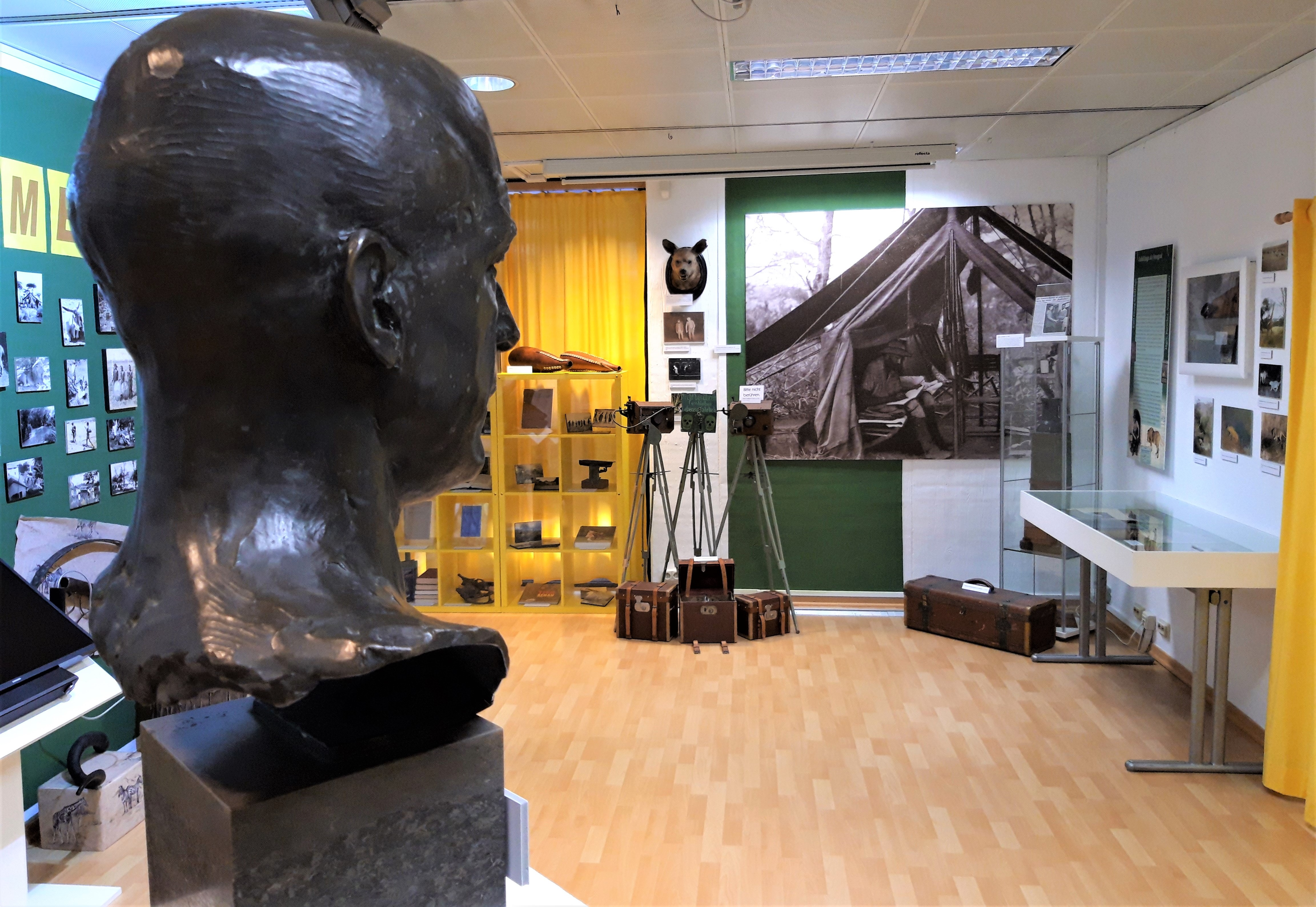
Schillings-Ausstellung 2022 in Düren

Der Nachlass Schillings gehört zu den ältesten Bestandteilen der Sammlung des 1905 gegründeten Leopold-Hoesch-Museum. Erste Teile der Sammlung wurden bereits 1901  durch Mittel aus dem Testament von Leopold Hoesch Mittel gekauft und waren somit bereits zur Eröffnung des Museums verfügbar. 1950 kaufte die Stadt Düren weitere Teile des Nachlasses, der bis dahin auf dem Weiherhof in Düren-Gürzenich befand, mit einer Sammlung seiner Tierpräparate sowie Glasdias und Ausrüstungsteile und Expeditionskisten auf. Er ist als „Carl Georg Schillings-Sammlung“ mit etwa 600 Objekten und Konvoluten, darunter neben Jagdtrophäen und naturkundlichen Objekten, Fotoapparaten und mehr als Mehr als tausend belichtete Glasplatten auch Briefe, Bücher und Notizen im Leopold-Hoesch-Museum sowie teilweise als Dauerleihgabe im Stadtmuseum Düren untergebracht.
Teile der kolonialen Sammlung wurden 2001 sowie 2022 bis 2023 ausgestellt. Eine wissenschaftliche Aufarbeitung der Sammlung und des Nachlasses begann am 1. Januar 2023 durch die die Ethnologin Frauke Dornberg am Leopold-Hoesch-Museum zusammen mit Bernhard Gißibl am Leibniz-Institut für Europäische Geschichte der Johannes Gutenberg-Universität Mainz und Ina Heumann am Museum für Naturkunde Berlin – Leibniz-Institut für Evolutions- und Biodiversitätsforschung, die bis 2025 abgeschlossen sein soll. Dabei soll die Sammlung gesichtet, detailliert erfasst und im Rahmen der Tätigkeiten von Carl Georg Schillings in den damaligen deutschen und britischen Kolonialgebieten Ostafrikas in die wissenschaftlichen Kontexte und kolonialen Netzwerke der damaligen Zeit eingeordnet werden.

## Schriften (Auswahl)

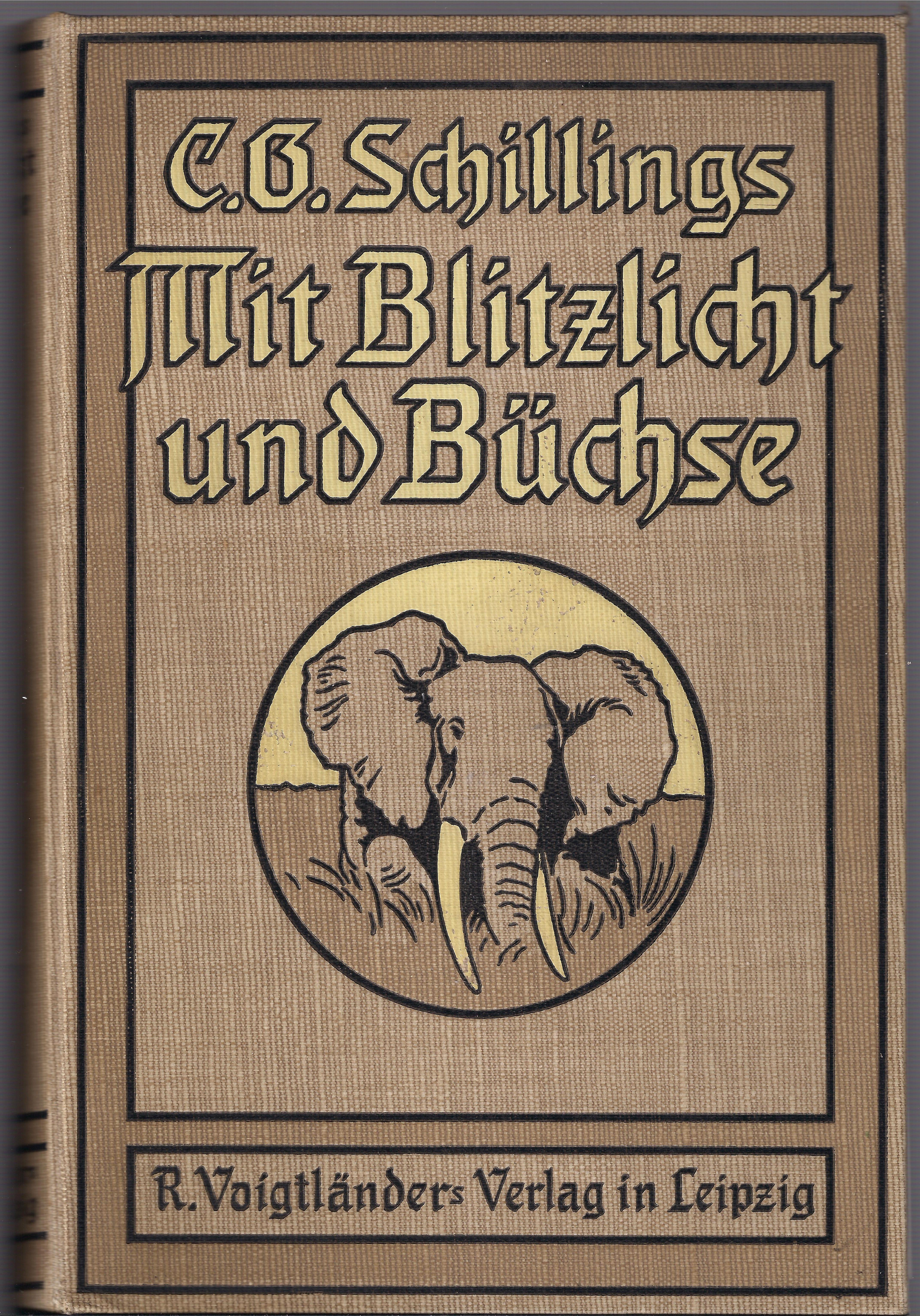
Mit Blitzlicht und Büchse, Buchcover, 1905

- Mit Blitzlicht und Büchse. Leipzig: R. Voigtländer, 1905; DNB 1001107675. Neu erschienen: Paderborn: Salzwasser Verlag, 2012; ISBN 978-3-86444-482-1
- Der Zauber des Eleléscho. Leipzig: Voigtländer, 1906; Auflage 1913 = DNB 364023252, (online – Internet Archive)
- Vogelausrottung für Frauenputz. Flugschrift des Dürerbundes, 88; München: Callwey, 1911; DNB 364571888
- Löwen. Leipzig: R. Voigtländer, 1924; DNB 577408925
- Auf der Elefantenfährte in Ostafrika.  Darmstadt: Winklers Verlag, 1929; DNB 362602883
- Die Symphonie der Steppe und des Urwaldes. Bielefeld: Velhagen & Klasing, 1931; DNB 362602891